# Candau (apellido)
Candau es un apellido francés implantado fundamentalmente en la zona sur del país, existiendo un municipio denominado Casteide-Candau.
A principios del siglo XIX se asentó una rama de esta familia en el sur de España, sin tenerse constancia de la relación o no que este hecho pueda tener con la Invasión Napoleónica, ya que todos sus miembros nacidos españoles lo hicieron justamente tras la Guerra de la Independencia, plenamente integrados socialmente y llegando algunos de ellos a posiciones relevantes en el ámbito empresarial, cultural y político.